# Арцергранде
Арцергра̀нде (на италиански: Arzergrande; на венециански: Àrzare, Арцаре) е малко градче и община в Северна Италия, провинция Падуа, регион Венето. Разположено е на 6 m надморска височина. Населението на общината е 4755 души (към 2010 г.).